# Азербайджан на чемпионате Европы по баскетболу среди женщин 2025 (квалификация)
Женская сборная Азербайджана по баскетболу на чемпионате Европы по баскетболу среди женщин 2025 (квалификация).

## Общие сведения
Квалификационный турнир проводится с ноября 2023 по февраль 2025 года. В финальный турнир квалифицируются победители групп и четыре лучшие команды, занявшие вторые места в своих группах.
Жеребьёвка прошла 19 сентября 2023 года. При жеребьёвке Азербайджан попал в последнюю, восьмую корзину согласно рейтингу ФИБА.
Азербайджан попал в группу C со сборными Бельгии, Литвы и Польши.
Турнир является вторым для сборной Азербайджана. Впервые сборная приняла участие в отборе к Евро 1997.

## Состав команды на турнире
Александра Молленхауэр, Дина Ульянова, Татьяна Денискина, Шилан Акбингель, Арика Картер, Эла Нур Гекчель, Бриана Фрейзер, Ангелина Исмайлова, Дениз Гекчель, Ситара Аббасова, Салминаз Рамазанлы, Эвелина Яшаева, Лейла Аллахверди, Валерия Китаева, Динара Искакова, Зарина Мусаева.

## Ход турнира
1 тур
| 9 ноября 2023 19:30 Местное время | Отчёт | Литва                      | 99:62    | Азербайджан               | Актив Вильнюс Арена Зрителей: 550 Судьи: Андрада Цендер () Джуна Хааджа () Сара Монссон () |
| 9 ноября 2023 19:30 Местное время | Отчёт | 22:18, 24:19, 30:11, 23:14 |          |                           | Актив Вильнюс Арена Зрителей: 550 Судьи: Андрада Цендер () Джуна Хааджа () Сара Монссон () |
| 9 ноября 2023 19:30 Местное время | Отчёт | Гедре Лабуцене 20          | Очки     | Бриана Фрейзер 24         | Актив Вильнюс Арена Зрителей: 550 Судьи: Андрада Цендер () Джуна Хааджа () Сара Монссон () |
| 9 ноября 2023 19:30 Местное время | Отчёт | Лаура Мишкинене 10         | Подборы  | Александра Молленхауэр 10 | Актив Вильнюс Арена Зрителей: 550 Судьи: Андрада Цендер () Джуна Хааджа () Сара Монссон () |
| 9 ноября 2023 19:30 Местное время | Отчёт | Далиа Донскичите 6         | Передачи | Татьяна Денискина 8       | Актив Вильнюс Арена Зрителей: 550 Судьи: Андрада Цендер () Джуна Хааджа () Сара Монссон () |

2 тур
| 12 ноября 2023 14:00 AZT | Отчёт | Азербайджан                             | 28:136   | Бельгия          | Серхедчи Зрителей: 500 Судьи: Кириле Тваури () Марина Шаламберидзе () Айкатерини Асимакаки () |
| 12 ноября 2023 14:00 AZT | Отчёт | 6:25, 4:38, 6:39, 12:34                 |          |                  | Серхедчи Зрителей: 500 Судьи: Кириле Тваури () Марина Шаламберидзе () Айкатерини Асимакаки () |
| 12 ноября 2023 14:00 AZT | Отчёт | Александра Молленхауэр, Дина Ульянова 7 | Очки     | Эмма Миссеман 31 | Серхедчи Зрителей: 500 Судьи: Кириле Тваури () Марина Шаламберидзе () Айкатерини Асимакаки () |
| 12 ноября 2023 14:00 AZT | Отчёт | Александра Молленхауэр 5                | Подборы  | Эмма Миссеман 11 | Серхедчи Зрителей: 500 Судьи: Кириле Тваури () Марина Шаламберидзе () Айкатерини Асимакаки () |
| 12 ноября 2023 14:00 AZT | Отчёт | Татьяна Денискина 2                     | Передачи | Жюли Ванло       | Серхедчи Зрителей: 500 Судьи: Кириле Тваури () Марина Шаламберидзе () Айкатерини Асимакаки () |

3 тур
| 7 ноября 2024 20:30 Местное время | Отчёт | Польша                     | 105:51   | Азербайджан                             | Спортивный парк Заглебье Зрителей: 600 Судьи: Джош Боу () Кристине Симановича () Мария Чирич () |
| 7 ноября 2024 20:30 Местное время | Отчёт | 32:16, 32:15, 20:10, 21:10 |          |                                         | Спортивный парк Заглебье Зрителей: 600 Судьи: Джош Боу () Кристине Симановича () Мария Чирич () |
| 7 ноября 2024 20:30 Местное время | Отчёт | Стефани Мавунга 18         | Очки     | Александра Молленхауэр 24               | Спортивный парк Заглебье Зрителей: 600 Судьи: Джош Боу () Кристине Симановича () Мария Чирич () |
| 7 ноября 2024 20:30 Местное время | Отчёт | Камилла Борковска 10       | Подборы  | Александра Молленхауэр, Дина Ульянова 5 | Спортивный парк Заглебье Зрителей: 600 Судьи: Джош Боу () Кристине Симановича () Мария Чирич () |
| 7 ноября 2024 20:30 Местное время | Отчёт | Юлия Немоевска 7           | Передачи | Арика Картер 3                          | Спортивный парк Заглебье Зрителей: 600 Судьи: Джош Боу () Кристине Симановича () Мария Чирич () |

4 тур
| 10 ноября 2024 17:00 AZT | Отчёт | Азербайджан               | 47:108   | Литва                         | Спортивный парк Заглебье Зрителей: 100 Судьи: Вероника Ваврова () Денис Поворознюк () Юрий Щербак () |
| 10 ноября 2024 17:00 AZT | Отчёт | 16:23, 13:30, 13:24, 5:31 |          |                               | Спортивный парк Заглебье Зрителей: 100 Судьи: Вероника Ваврова () Денис Поворознюк () Юрий Щербак () |
| 10 ноября 2024 17:00 AZT | Отчёт | Арика Картер 23           | Очки     | Юсте Йоците, Лаура Юшкайте 17 | Спортивный парк Заглебье Зрителей: 100 Судьи: Вероника Ваврова () Денис Поворознюк () Юрий Щербак () |
| 10 ноября 2024 17:00 AZT | Отчёт | Александра Молленхауэр 8  | Подборы  | Лаура Мишкинене 15            | Спортивный парк Заглебье Зрителей: 100 Судьи: Вероника Ваврова () Денис Поворознюк () Юрий Щербак () |
| 10 ноября 2024 17:00 AZT | Отчёт | Арика Картер 4            | Передачи | Лаура Мишкинене 7             | Спортивный парк Заглебье Зрителей: 100 Судьи: Вероника Ваврова () Денис Поворознюк () Юрий Щербак () |

## Турнирная таблица
| Место | Команда     | Игры | Поб | Пор | Забито | Пропущено | +/-  | Очки |
| ----- | ----------- | ---- | --- | --- | ------ | --------- | ---- | ---- |
| 1     | Бельгия     | 4    | 3   | 1   | 359    | 242       | +117 | 7    |
| 2     | Литва       | 4    | 3   | 1   | 352    | 263       | +89  | 7    |
| 3     | Польша      | 4    | 0   | 4   | 322    | 268       | +54  | 4    |
| 4     | Азербайджан | 4    | 0   | 4   | 188    | 448       | −260 | 4    |

Источник: Положение команд